# 14 días, 12 noches
14 días, 12 noches (en francés, 14 jours, 12 nuits) es una película dramática canadiense, dirigida por Jean-Philippe Duval y estrenada en 2019. La película está protagonizada por Anne Dorval como Isabelle Brodeur, una mujer canadiense cuyo dolor por la muerte accidental de su hija adoptiva adolescente nacida en Vietnam la lleva a emprender un viaje a Vietnam para conocer a Thuy Nguyen (Leanna Chea), la madre biológica de la niña.

## Lanzamiento
La película se estrenó en el Festival Internacional de Cine Abitibi-Témiscamingue en octubre de 2019, y tuvo su estreno comercial en febrero de 2020.

### Reconocimientos
14 días, 12 noches fue seleccionada como la entrada canadiense a la Mejor Película Internacional en la 93.ª edición de los Premios Óscar, después de la presentación inicial de Canadá, Funny Boy fue descalificado. No fue nominado.
| Premio                                                   | Fecha de la ceremonia | Categoría                         | Destinatarios  | Resultado | Ref           |
| -------------------------------------------------------- | --------------------- | --------------------------------- | -------------- | --------- | ------------- |
| Canadian Screen Awards                                   | 28 de mayo de 2020    | Mejor actriz de soporte           | Leanna Chea    | Nominada  | [ 8 ]         |
| Festival Internacional de Cine de Minneapolis-Saint Paul | 13-23 de mayo de 2021 | Premio del público - Cine mundial |                | Ganadora  | [ 9 ]         |
| Premio Iris                                              | 10 de junio de 2020   | Mejor actriz                      | Anne Dorval    | Nominada  | [ 10 ] [ 11 ] |
| Premio Iris                                              | 10 de junio de 2020   | Mejor Fotografía                  | Yves Belanger  | Ganador   | [ 10 ] [ 11 ] |
| Premio Iris                                              | 10 de junio de 2020   | Mejor edición                     | Myriam Poirier | Nominada  | [ 10 ] [ 11 ] |